# 雨影

雨影区示意图

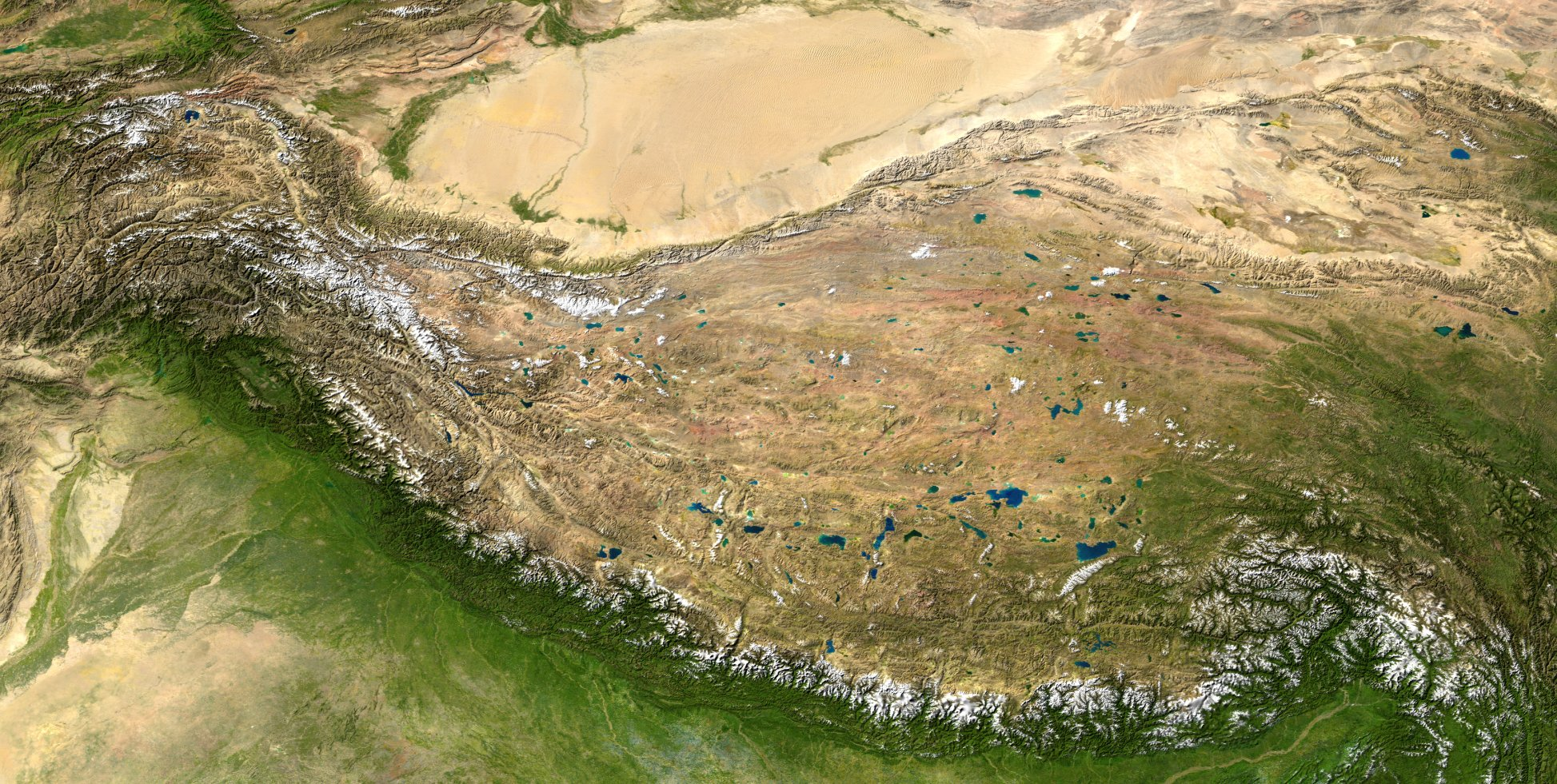
青藏高原是典型的雨影区，因喜馬拉雅山脈阻擋了來自印度洋水氣而形成。

雨影或雨影区是指沉降幅度较小的地区，如山脉背风坡的干燥区域。例如，中加州东部的白山脉位处内华达山脉的雨影中。而形成雨影的地理现象叫雨影效应。雨影效应出现在背风坡。
海洋的暖湿气流被地形阻挡，迎风坡形成地形雨；背风坡因水分减少，气流下降时气温升高，相对湿度降低，因而云雨少见，降水量明显减少，背风面形成雨影。通常情况下，下降的空气也会因为绝热压缩而在山的背风面变暖形成焚风（德語：Föhn），从而吸收更多水分 。